# Stazione di Solero
Stazione di Solero vasútállomás Olaszországban, Solero településen.

## Vasútvonalak
Az állomást az alábbi vasútvonalak érintik:
- Torino–Genova-vasútvonal

## Kapcsolódó állomások
A vasútállomáshoz az alábbi állomások vannak a legközelebb:
- Stazione di Felizzano
- Stazione di Alessandria